# Ватанабэ, Такэо
Такэо Ватанабэ (渡辺岳夫, Ватанабэ Такэо) (16 апреля 1933, Токио — 2 июня 1989) — японский композитор и музыкант, автор саундтреков к аниме-сериалам.

## Биография
Родился 16 апреля 1933 года. Его отец Урато Ватанабэ был известным композитором, автором классических композиций, а также музыки к кинофильмам. Такэо закончил японский Университет искусств Мусасино, получив степень по экономике, и отправился в Париж, чтобы продолжить изучение музыки. Там он ближе познакомился с такими инструментами, как аккордеон или губная гармоника, которые впоследствии стали появляться в его произведениях.
В конце 1960-х годов в связи с ростом производства телевизионных передач в Японии возникла потребность в написании музыки к ним. Такэо Ватанабэ начал сотрудничать с крупными анимационными студиями. Он начинал со спортивных сериалов, но позже создавал звуковое сопровождение и для «женских» сериалов, мультфильмов о гигантских роботах (Gundam) и прочих. Наиболее известен в качестве автора музыки к популярному аниме Cutie Honey.
Последние работы Ватанабэ датированы серединой 1980-х годов. Он заболел раком и скончался в июне 1989 года в возрасте 56 лет.
В 2008 году посмертно стал лауреатом награды за заслуги, вручавшейся на Токийской международной ярмарке аниме.

## Список работ
- Alps no Shōjo Heidi (TV)
- Attack No. 1 (TV)
- Botchan (TV [1980])
- Call of the Wild: Howl, Buck (специальный выпуск)
- Кэнди-Кэнди (телесериал)
- Летние каникулы Кэнди (фильм)
- Кэнди-Кэнди: Зов Весны (фильм)
- Cutey Honey (TV)
- Dog of Flanders (TV)
- Dr. Slump (TV 2)
- Genshi Shonen Ryuu (TV)
- Gundam Evolve (OAV)
- Hello! Sandybell (TV)
- Ie Naki Ko
- Kikansha Yaemon D51 no Daiboken
- Kouya no Shonen Isamu (TV)
- Kyojin no Hoshi (TV)
- Majokko Megu-chan (TV)
- Majokko Tickle (TV)
- Mobile Suit Gundam (TV)
- Mobile Suit Gundam — The Movie Trilogy
- Mori no Tonto-tachi (TV)
- Mori no Youki na Kobito-tachi: Berufi to Rirubitto (TV)
- Muteki Choujin Zanbot 3 (TV)
- Muteki Kojin Daitarn 3 (TV)
- Nobody’s Boy — Remi (TV)
- Oyoneko Boonyan (TV)
- Rascal the Raccoon (TV)
- Sangokushi (special)
- Sangokushi II: Tenkakeru Hideotachi (special)
- The Perrine Story (TV)
- Wakakusa Monogatari Yori Wakakusa no Yon Shimai (TV)
- Zero-sen Hayato (TV)